# Gare de Dnipro
La gare de Dnipro (en ukrainien : Дніпро-Головний) est une gare ferroviaire ukrainienne située sur le territoire de la ville de Dnipro, capitale de l'oblast de Dnipropetrovsk.

## Histoire
La gare ouvrait en 1884.
Le bâtiment actuel de la gare est dû à l'architecte Alexeï Douchkine et fini en 1951 pour remplacer celui détruit par le Seconde Guerre mondiale.